# Château de Bellaire-La Motte
Le château de Bellaire-la-Motte est un château située à Saive dans la commune belge de Blegny, rue Cahorday.
Ce château est construit en 1714 sur ordre de Michel de Rosen et est situé en face du château de Méan.

## Description
Le château est entouré de douves et est accessible des deux côtés par un pont de pierre. Sur le côté ouest de ce château se trouve une cour flanquée de part et d'autre de bâtiments de service. Les armoiries de Michel de Rosen et de son épouse, Marie-Marguerite de Rossius, dame de Bellaire, décédée en 1715, sont jointes. En 1716, de Rosen épouse en secondes noces Marie-Elisabeth de Saren, et les deux armoiries ont été ajoutées à la façade arrière.
Le château est construit en brique, avec des coins et des cadres en pierre naturelle. La façade possède un fronton. À gauche et à droite, des tours d'angle.